# Тарница (Бакау)
Тарница (рум. Tarnița) насеље је у Румунији у округу Бакау у општини Ончешти. Oпштина се налази на надморској висини од 252 m.

## Становништво
Према подацима из 2002. године у насељу је живело 601 становника, од којих су сви румунске националности.